# Moulay Bouazza
Moulay Bouazza  (in arabo مولاي بوعزة‎?) è un centro abitato e comune rurale del Marocco situato nella provincia di Khénifra, regione di Béni Mellal-Khénifra. Conta una popolazione di 8 490 abitanti (censimento 2014).